# Мари Луизе Кашниц (награда)
Литературната награда „Мари Луизе Кашниц“ (на немски: Marie-Luise-Kaschnitz-Preis) е учредена през 1984 г. от Евангелската академия Туцинг за възпоменание на поетесата Мари Луизе Кашниц. Присъжда се на всеки две години.
Отличието е оценка за „жизненото дело на писатели, творящи на немски език“.
Наградата е в размер на 7500 €.

## Носители на наградата (подбор)
- Илзе Айхингер (1984)
- Хана Йоханзен (1986)
- Фриц Рудолф Фриз (1988)
- Паул Ницон (1990)
- Герхард Рот (1992)
- Арнолд Щадлер (1998)
- Вулф Кирстен (2000)
- Роберт Менасе (2002)
- Юлия Франк (2004)
- Петер Биери (2006)
- Сибиле Левичаров (2008)
- Томас Лер (2012)
- Луц Зайлер (2015)
- Михаел Кьолмайер (2017)
- Ирис Волф (2021)